# Helena Rubinstein
Helena Rubinstein (nascuda Chaja Rubinstein; Cracòvia, Polònia, 25 de desembre de 1872 - Nova York, 1 d'abril de 1965) va ser una empresària, col·leccionista d'art i filantropa polonesa i estatunidenca. Empresària de cosmètics, va ser la fundadora i epònim de l'empresa Helena Rubinstein Incorporated, que la va convertir en una de les dones més riques del món.

## Primers anys

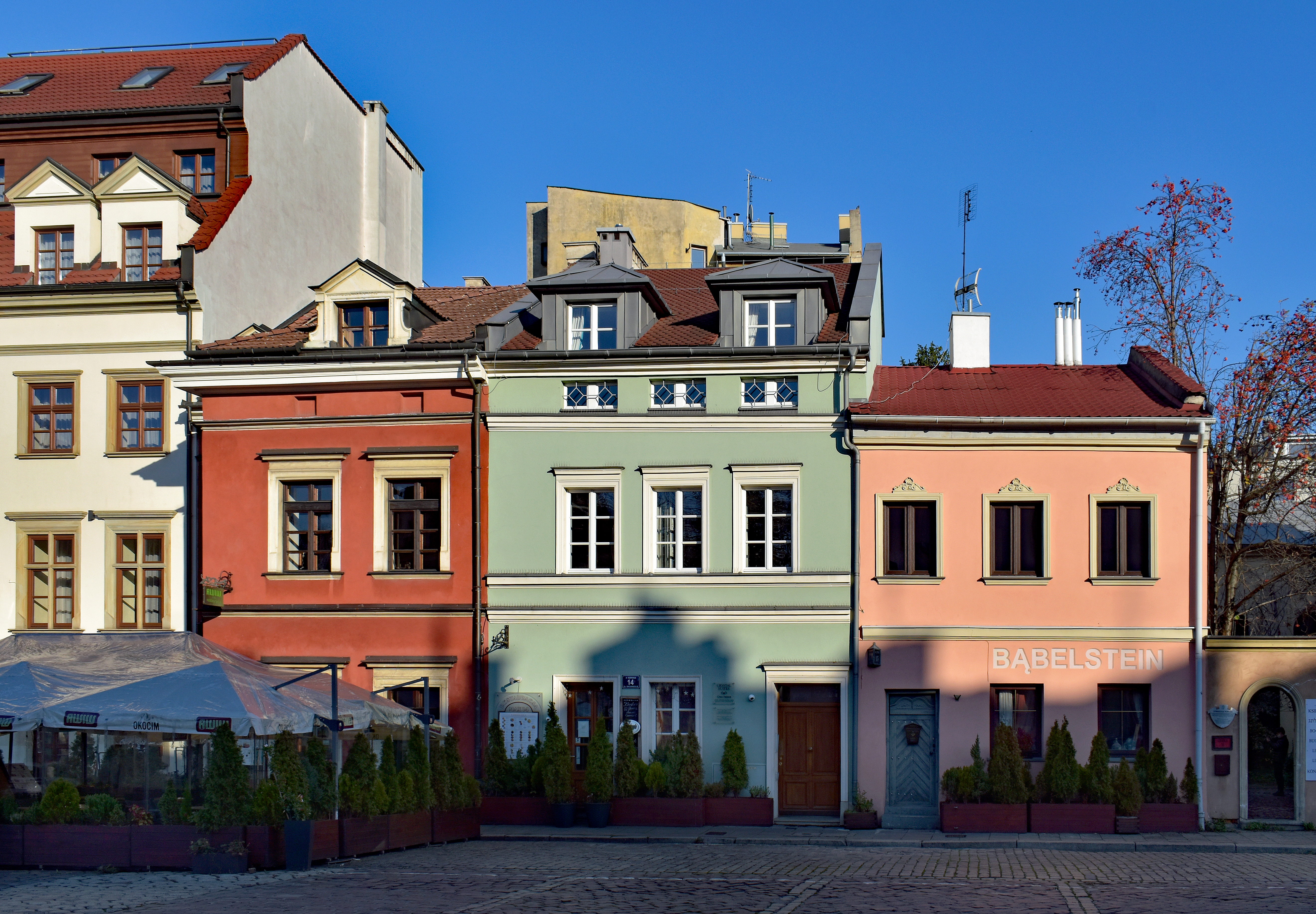
Casa natal d'Helena Rubinstein (verda) al districte de Kazimierz, de Cracòvia

Rubinstein va ser la més gran de les filles nascudes en una família de jueus polonesos, «Augusta» Gitte (Gitel), Shaindel Rubinstein, de soltera Silberfeld i Naftoli Hertz «Horace» Rubinstein. El seu pare era botiguer a Cracòvia, la Petita Polònia, que llavors havia estat ocupada per Àustria-Hongria després de les particions de Polònia a finals del segle XVIII. El filòsof existencialista Martin Buber era el seu cosí.

## Trasllat a Austràlia
Després de rebutjar un matrimoni concertat, Rubinstein va emigrar de Polònia a Austràlia el 1896, sense diners i amb poc domini de la llengua anglesa. No obstant això, la seva roba elegant i la seva pell clara no van passar desapercebudes entre les dames de la ciutat, i aviat va trobar compradors entusiastes per als pots de crema de bellesa del seu equipatge. Així, va veure un mercat on va començar a fer negoci. Un ingredient clau de la crema, la lanolina, el tenia a mà.
Coleraine, a la regió de Victoria, on el seu oncle era botiguer, podria haver estat un «lloc horrible», però era la llar d'uns 75 milions d'ovelles que secreten abundants quantitats de lanolina. Aquestes ovelles eren la riquesa de la nació i les grans turbes de merinos d'aquell estat australià produïen la llana més fina de la terra. Per dissimular l'olor picant de la lanolina, Rubinstein va experimentar amb lavanda, escorça de pi i nenúfars.
Rubinstein va tenir una baralla amb el seu oncle, però després va començar a fer de cambrera als salons de te Winter Garden, a Melbourne. Allà va trobar un admirador disposat a acumular els fons per llançar la seva Crème Valaze, que suposadament incloïa herbes importades «de les muntanyes dels Carpats». Havia costat deu penics i es venia per sis xílings (72 penics). Coneguda pels seus clients només com a Helena, Rubinstein aviat es podria permetre el luxe d'obrir un saló a la moda Collins Street, venent als clients el glamour com a ciència, la pell dels quals era «diagnosticada», i els era «receptat» un tractament adequat. 
Sydney va ser la següent, i en cinc anys les operacions australianes van ser prou rendibles com per finançar un Salon de Beauté Valaze a Londres. Com a tal, Rubinstein va formar una de les primeres empreses de cosmètica del món. Va ampliar ràpidament la seva empresa. El 1908, la seva germana Ceska va assumir l'operació de la botiga de Melbourne, i amb 100.000 dòlars, Rubinstein es va traslladar a Londres i va començar el que s'havia de convertir en una empresa internacional.

## Matrimoni i fills: Londres i París
El 1908 es va casar a Londres amb el periodista nord-americà d'origen polonès Edward William Titus. Van tenir dos fills, Roy Valentine Titus i Horace Titus. Finalment es van traslladar a París, on va obrir un saló el 1912. El seu marit va ajudar a escriure'n la publicitat i va crear una petita editorial, que va publicar Lady Chatterley's Lover i va contractar Samuel Putnam per traduir les memòries de la famosa model Alice Prin (Kiki de Montparnasse)ː Memòries de Kiki.

## Trasllat als Estats Units

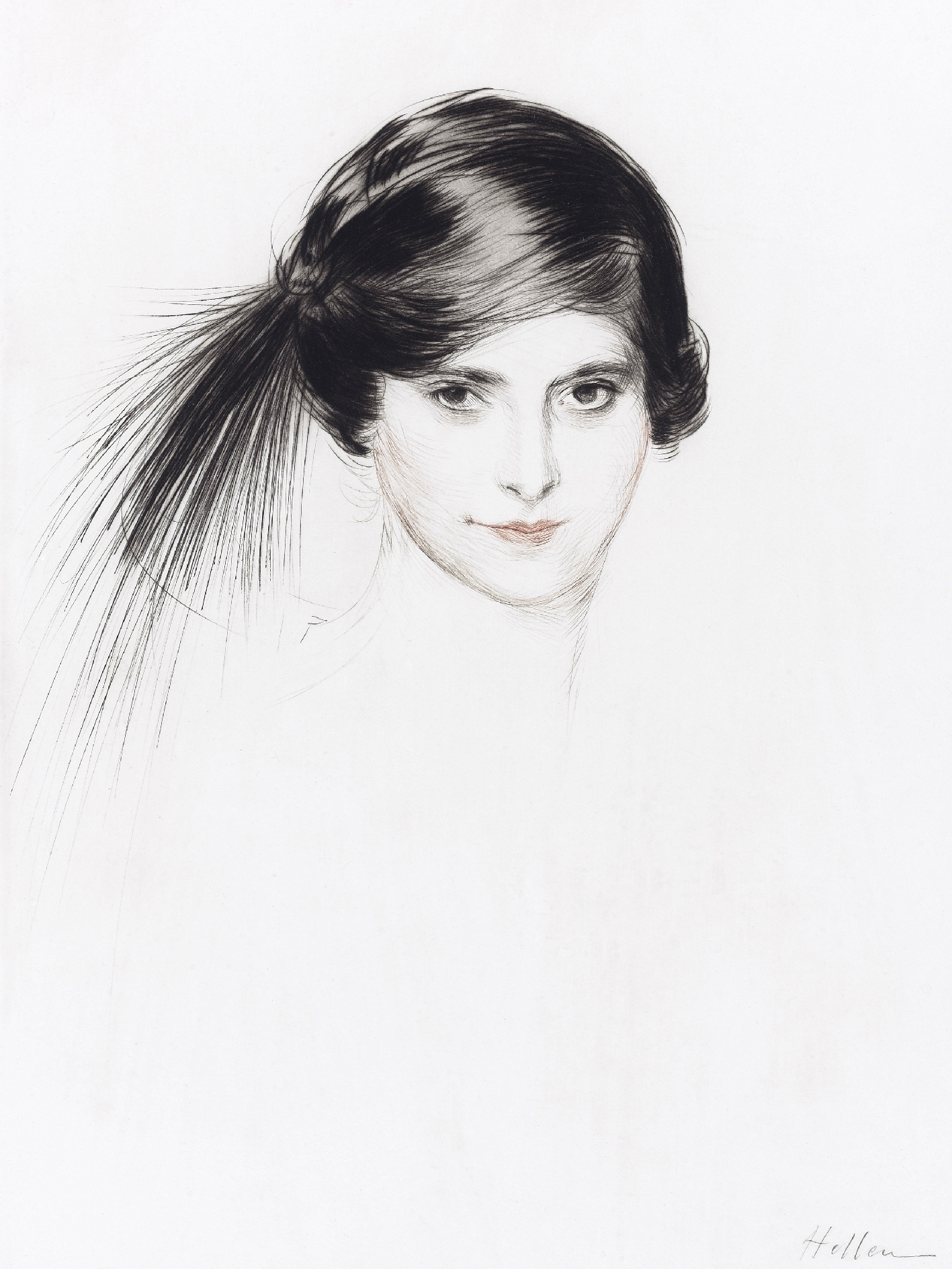
Helena Rubinstein, de Paul César Helleu (1908)

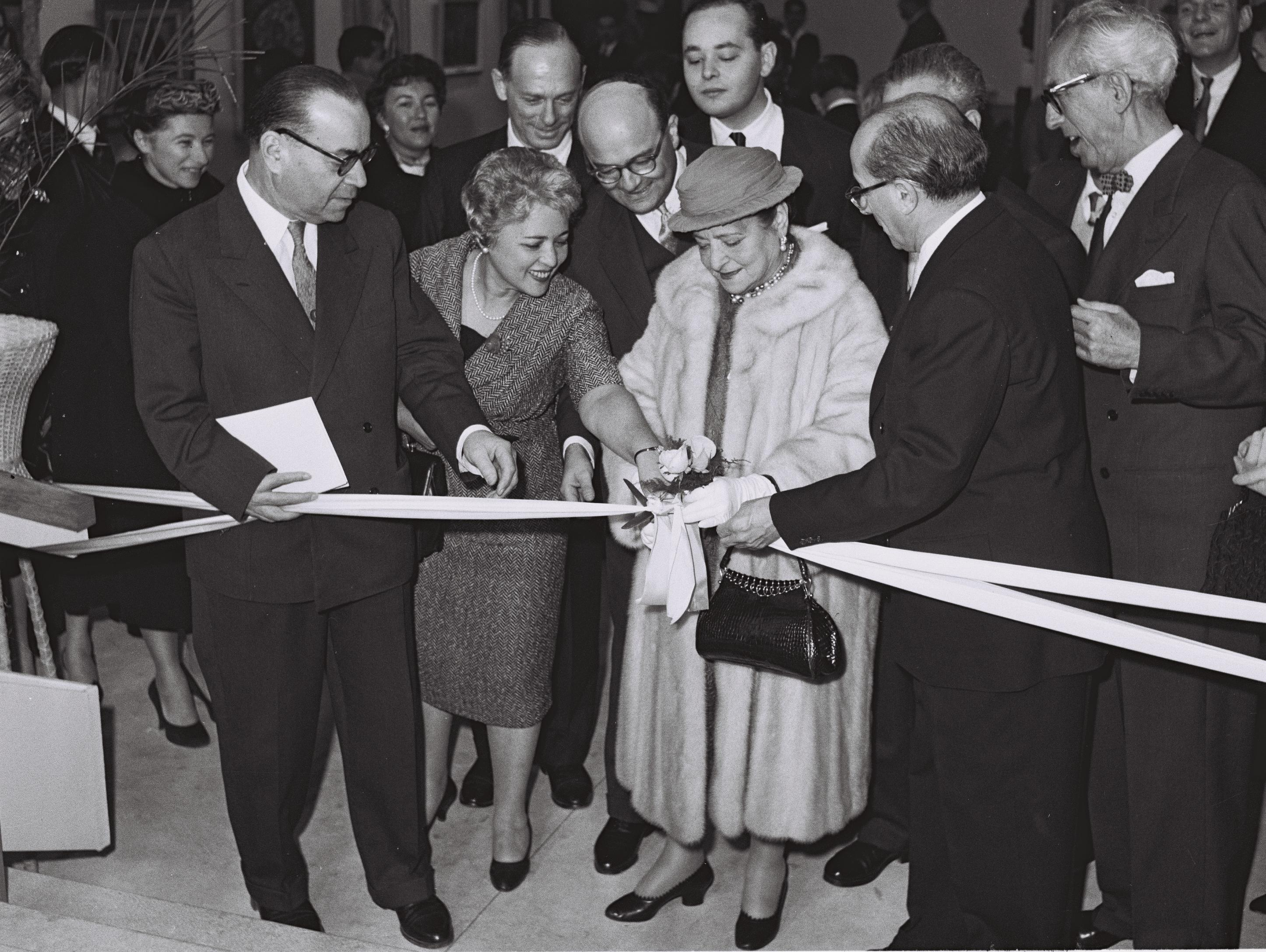
Helena Rubinstein, 1959, Museu d'Art de Tel Aviv

Amb l'esclat de la Primera Guerra Mundial, ella i Titus es van traslladar a la ciutat de Nova York, on va obrir un saló de cosmètica, la Maison de Beauté Valaze, el 1915, el precursor d'una cadena a tot el país.
A partir de 1916 va obrir salons a San Francisco i Filadèlfia. I l'any següent a Boston, Los Angeles, Washington, Chicago i Toronto. Helena Rubinstein va ensenyar a estrelles de Hollywood com Theda Bara i Pola Negri a fer servir el rimel i va començar a formar venedors per vendre els seus productes.
Rubinstein va obrir el mercat americà sense límits, i el va utilitzar amb habilitat, malgrat els seriosos competidors. Aquest va ser l'inici de la seva rivalitat amb una altra dona notable de la indústria cosmètica, Elizabeth Arden. Totes dues eren molt conscients de l'efectivitat del màrqueting i de l'embalatge de luxe, l'atracció d'esteticistes amb uniformes nets, el valor dels avals de les celebritats, el valor percebut dels preus excessius i la promoció de la pseudociència de la cura de la pell. La rivalitat amb Arden va durar tota la vida. Rubinstein en va arribar a dir: «Amb el seu embalatge i el meu producte, podríem haver governat el món».
A partir de 1917, Rubinstein va assumir la fabricació i distribució a l'engròs dels seus productes. El «Dia de la Bellesa» celebrat cada any als diferents salons era un gran èxit. El suposat retrat de Rubinstein a la seva publicitat era d'un maniquí de mitjana edat amb un aspecte gentil.
El 1928 va vendre el negoci nord-americà a Lehman Brothers per 7,3 milions de dòlars. Després de l'inici de la Gran Depressió, va comprar de nou les accions, gairebé sense valor, per 2 milions de dòlars; amb aquesta transacció es convertiria en una de les dones més riques dels Estats Units, col·leccionista de cases, joies i obres d'art. Finalment va fer augmentar el valor de l'empresa fins als 100 milions de dòlars, i establí salons i punts de venda a gairebé una dotzena de ciutats dels EUA.
El 1935, va comprar la llicència per al rímel impermeable que havia inventat la cantant austríaca Helene Winterstein-Kambersky. Quatre anys més tard, a l'Exposició Universal de Nova York de 1939-1940, va presentar el producte com un nou producte exclusiu de la seva empresa. Per promocionar-lo, fins i tot es va organitzar un ballet aquàtic. Va viure els quatre anys de l'Ocupació de França exiliada a Nova York, però va continuar amb el seu negoci, obrint un saló a Rio de Janeiro i un altre a Buenos Aires. El seu balneari, al número 715 de la Cinquena Avinguda, incloïa un restaurant, un gimnàs i catifes del pintor Joan Miró.

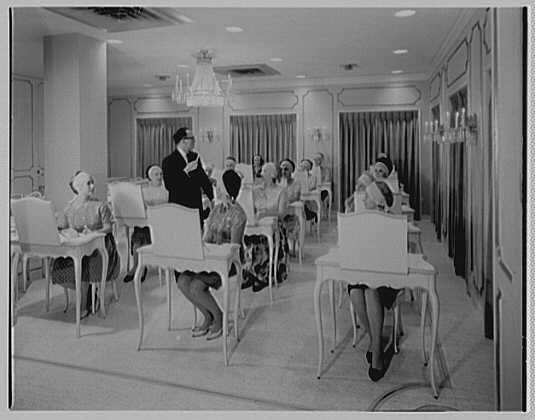
Les instal·lacions d'Helena Rubinstein a la 5a Avinguda de Nova York

A partir de 1946 feia servir un enginyós truc de màrqueting per als seus productes a Europaː presentar-los com a novetats d'Amèrica. A la dècada de 1950, amb la bogeria per tot el que venia dels Estats Units, en pocs anys multiplicaria per deu la seva fortuna, convertint la seva empresa en un imperi internacional. Per tal de promocionar els seus productes amb l'esperit «glamurós» de la dècada, també va fer una crida al reconegut anunciant David Ogilvy, que hi va treballar durant molts anys. Va obrir un saló de bellesa masculina a Nova York, al qual va anomenar «Gourielli», en honor al seu segon marit, i on oferia productes de bellesa per a homes, una sauna i un restaurant.
L'any 1943 va encarregar a l'artista Salvador Dalí el disseny d'un maquillatge de pols compactes i un retrat d'ella mateixa, titulat Princess Arthchild Gourielle-Helena Rubinstein. Altres artistes que van pintar el seu retrat  van ser Graham Sutherland el 1957 per a la Fundació Helena Rubinstein, ara a la National Portrait Gallery d'Austràlia, Marie Laurencin el 1934 (ara a la National Portrait Gallery (Estats Units), Raoul Dufy (1930),  Roberto Montenegro (1941). Després de l'última visita de Rubinstein a Austràlia, William Dobell va pintar una sèrie de vuit retrats el 1957.

### Divorci i nou casament
Després del divorci, l'any 1938, Helena Rubinstein es va casar amb el príncep Artchil Gourielli-Tchkonia (de vegades escrit Courielli-Tchkonia; nascut a Geòrgia. Gourielli-Tchkonia era 23 anys més jove que Rubinstein. Amb ganes d'un títol real, Rubinstein va perseguir l'home guapo amb avidesa i va anomenar una línia de cosmètics masculins després de la seva apreciada captura juvenil. Alguns han afirmat que el matrimoni va ser una estratagema de màrqueting, fins i tot el fet de poder fer-se passar per la princesa Helena Gourielli de Rubinstein.
El 1959 Rubinstein va representar la indústria cosmètica nord-americana a l'Exposició Nacional Americana de Moscou.

## Mort i llegat
Anomenada «Madame» pels seus empleats, Rubinstein va continuar sent activa a la corporació durant tota la vida, fins i tot estant ja malalta. Va morir l'1 d'abril de 1965 per causes naturals i va ser enterrada al cementiri Mount Olivet de Queens. Algunes de les seves propietats, incloent-hi art africà, mobles de Lucite i mobles victorians entapissats de color porpra, es van subhastar el 1966 a les Galeries Parke-Bernet de la ciutat de Nova York.
La seva autobiografia, My Life for Beauty, es va publicar pòstumament el 1966. Una de les dites de Rubinstein era: «No hi ha dones lletges, només mandroses». Marie J. Clifford explora un estudi acadèmic dels seus exclusius salons de bellesa i com van desdibuixar i influir en els límits conceptuals de l'època entre la moda, les galeries d'art, l'interior domèstic i les versions de la modernitat. Un llargmetratge documental, The Powder & the Glory (2009), d'Ann Carol Grossman i Arnie Reisman, detalla la rivalitat entre Rubinstein i Elizabeth Arden.

En el seu llibre Ugly Beauty, Ruth Brandon va descriure la seva metodologia:
Sabia com fer publicitat —utilitzant la «còpia de la por amb una mica de bla-bla»- i va introduir el concepte de tipus de pell «problemàtiques». També va ser pionera en l'ús de la pseudociència en màrqueting, posant-se una bata de laboratori en molts anuncis, malgrat que la seva única formació havia estat una gira de dos mesos per les instal·lacions europees de cura de la pell. També sabia com manipular l'ansietat de l'estat dels consumidors: si un producte fallava inicialment, augmentaria el preu per augmentar el valor percebut.
El 1973, l'empresa Helena Rubinstein, Inc. va ser venuda a Colgate-Palmolive. A la dècada de 1980, la marca s'havia esvaït del mercat nord-americà. L'any 1984 va ser adquirida per L'Oréal. L'adquisició de L'Oréal va causar un gran escàndol, ja que el fundador de l'empresa, Eugène Schueller, havia estat un col·laborador entusiasta durant la guerra, i després, L'Oréal es va fer coneguda per haver emprat ex-nazis en fuga. Jacques Corrèze, que va dissenyar la presa de possessió, va ser un d'ells: havia estat actiu en l'expropiació de propietats jueves a París. La marca es va tornar a llançar al mercat nord-americà el 1999, però no va ser rendible tot i tenir un renaixement a Àsia, Europa i Amèrica del Sud. L'operació dels EUA es va tancar el 2003. Des del 2011, L'Oréal ha estat reposicionant la marca com una franquícia de cura de la pell ultra premium. A partir del 2023, els productes de gamma alta d'Helena Rubinstein continuen no disponibles als EUA, però es venen als mercats internacionals.
El Museu Jueu de Manhattan va acollir l'exposició «Helena Rubinstein: Beauty Is Power», la primera mostra del museu dedicada a Rubinstein, des del 31 d'octubre de 2014 fins al 22 de març de 2015.

## Filantropia i suport a les arts i les ciències
Rubinstein s'enduia el dinar a la feina i era frugal en molts aspectes, però va comprar roba d'alta moda, belles arts i mobles valuosos. Va fundar el Pavelló d'Art Contemporani Helena Rubinstein al Museu d'Art de Tel Aviv i el 1957 va establir la beca Helena Rubinstein Traveling Art a Austràlia.
Participà en moltes activitats filantròpiques. A la dècada de 1950, va donar suport a l'antiga primera dama nord-americana Eleanor Roosevelt en la seva lluita contra el càncer. El 1953 va establir la Fundació filantròpica Helena Rubinstein per proporcionar fons a organitzacions especialitzades en salut, investigació mèdica i rehabilitació. Va funcionar fins al 2011, i va distribuir prop de 130 milions de dòlars al llarg de sis dècades, principalment en organitzacions d'educació, arts i comunitats de la ciutat de Nova York. També va ajudar a organitzacions benèfiques jueves, com la Creu Roja Polonesa durant la guerra, i va crear una fundació per a dones i nens, que encara existeix avui a Nova York.
El Premi de Retrat Helena Rubinstein va ser un premi anual de 300 lliures esterlines per a retrats d'un artista australià, i es va organitzar principalment a la Galeria Claude Hotchin d'Austràlia Occidental.
Els Premis L'Oréal-UNESCO per a la Dona en la Ciència també es coneixen com els Premis Helena Rubinstein per a la Dona en la Ciència.

## En la cultura popular
Basat en el llibre de Woodhead, el musical War Paint del 2016 dramatitza la seva rivalitat amb la competidora Elizabeth Arden. Després d'una carrera al Goodman Theater de Chicago, l'espectacle es va estrenar a Broadway. al Nederlander Theatre. el 6 d'abril de 2017, protagonitzat per Patti LuPone com a Rubinstein i Christine Ebersole com a Arden.
La comèdia Lip Service, del dramaturg australià John Misto, narra la vida i la carrera de Rubinstein i la seva rivalitat amb Elizabeth Arden i Revlon.